# (9058) 1992 JB
A (9058) 1992 JB egy földközeli kisbolygó. Jeff T. Alu és Kenneth J. Lawrence fedezte fel 1992. május 1-jén.